# La Campana
La Campana is een gemeente in de Spaanse provincie Sevilla in de regio Andalusië met een oppervlakte van 126 km². In 2007 telde La Campana 5310 inwoners.

## Demografische ontwikkeling
Bron: INE, 1857-2011: volkstellingen